# Hennadij Zubow
Hennadij Ołeksandrowycz Zubow, ukr. Геннадій Олександрович Зубов (ur. 12 września 1977 w Kommunarsku) – ukraiński piłkarz, grający na pozycji pomocnik, reprezentant Ukrainy, trener piłkarski.

## Kariera piłkarska

### Kariera klubowa
Wychowanek DSSz Stal Ałczewsk. W 1993 rozpoczął karierę piłkarską w tym klubie, skąd w następnym sezonie przeszedł do Szachtara Donieck. W Szachtarze występował przez 10 lat. Potem w sezonie 2004/05 bronił barw Illicziwca Mariupol. Po rundzie jesiennej spędzonej w Metałurhu Donieck w 2006 powrócił do Stali. W sezonie 2006/07 występował w Zorii Ługańsk. Latem 2007 przeszedł do Komunalnyka Ługańsk, ale już w październiku rozerwał kontrakt, tak jak klub nie wywiązywał się z warunków ugody. Zimą 2008 trenował się w Stali, ale nie został zarejestrowany jako piłkarz klubu, dlatego postanowił zakończyć karierę piłkarską.

### Kariera reprezentacyjna
5 października 1996 debiutował w reprezentacji Ukrainy w wygranym 2:1 meczu towarzyskim z Portugalią. Wcześniej bronił barw juniorskiej i młodzieżowej reprezentacji Ukrainy.

## Kariera trenerska
Po zakończeniu kariery zawodniczej od 2008 pracuje na stanowisku trenera dzieci do 15 lat w Akademii Piłkarskiej Szachtar Donieck.

## Sukcesy i odznaczenia

### Sukcesy klubowe
- mistrz Ukrainy: 2002
- wicemistrz Ukrainy (7x): 1997, 1998, 1999, 2000, 2001, 2003, 2004
- zdobywca Pucharu Ukrainy: 1997, 2001, 2002, 2004

### Sukcesy reprezentacyjne
- brązowy medalista Mistrzostw Europy U-16: 1994

### Sukcesy indywidualne
- wybrany do listy 33 najlepszych piłkarzy roku na Ukrainie: 1999 (nr 3)
- 2. miejsce w plebiscycie "Piłkarz roku na Ukrainie": 2001
- 4. miejsce w klasyfikacji strzelców Mistrzostw Ukrainy: 2000

### Odznaczenia
- Medal "Za pracę i zwycięstwo": 2011[2]